# Souad Abderrahim
Souad Abderrahim (Sfax, 16 dicembre 1964) è una politica tunisina, sindaca di Tunisi dal luglio 2018.
Membro dell'Ennahda (Movimento della Rinascita), è la prima donna a essere eletta sindaca di Tunisi (e anche di una capitale araba).

## Biografia
Souad Abderrahim è originaria della Métouia, nel governatorato di Gabès. Ha studiato al liceo Khaznadar, nei sobborghi di Tunisi. Durante gli anni di studio alla Facoltà di Medicina di Monastir ha indossato il velo. Ha quindi iniziato a incontrare attivisti come Ajmi Lourimi, in seguito membro dell'ufficio politico del Movimento della Rinascita (Ennahda). È stata anche membro del consiglio esecutivo del Sindacato Generale degli Studenti Tunisini (UGTE).
Per il suo coinvolgimento militante le sono stati inflitti 15 giorni di prigione nel 1985, mentre cercava di placare una violenta lite tra studenti. Costretta a lasciare la facoltà, ha poi ripreso gli studi di farmacia a Monastir.  Nel 1991, ha iniziato un percorso di militanza disturbando i potenti dell'epoca, con conseguenti arresto e detenzione come oppositrice del regime. A quel punto, abbandonò l'hijab. Si è laureata in farmacia nel 1992 ed è entrata in un'azienda farmaceuticfa a Tunisi, della quale è poi arrivata a capo.

### Carriera politica

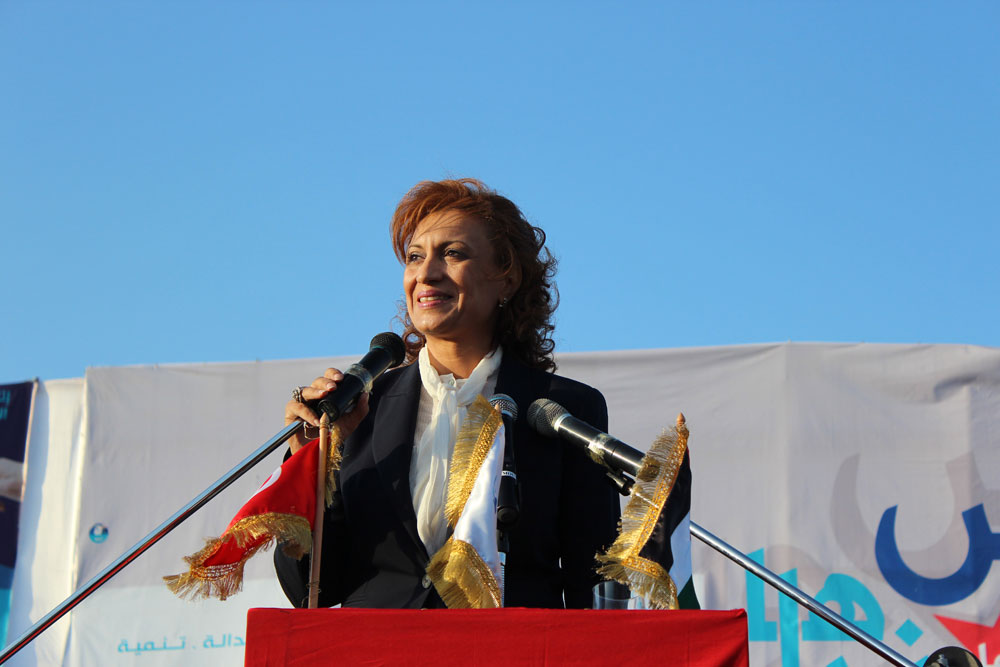
Souad Abderrahim in occasione di una campagna elettorale svoltasi a Ben Arous per l'elezione dell'assemblea costituente tunisina il 23 ottobre 2011

Ha iniziato l'attività politica dopo la rivoluzione del 14 gennaio 2011. Si è unita al partito islamista Ennahdha, a seguito di una riunione dell'UGTE, da lei presieduta e in cui erano presenti i leader dei partiti. L'ufficio politico di Ennahdha l'ha poi contattata per inserirla nel partito.

#### Costituente
Il 23 ottobre 2011 è stata eletta all'Assemblea Costituente, in rappresentanza di Ennahda a Tunisi. Presiedeva la commissione parlamentare per i diritti dell'uomo e le libertà.
Il 9 novembre 2011, in un dibattito sulla radio Monte Carlo Doualiya, ha dichiarato che le libertà devono essere "inquadrate da costumi, tradizioni e rispetto della buona morale"; ha illustrato il suo punto di vista denunciando le madri single, "un'infamia, una piaga per la società tunisina", che "non dovrebbero godere di un quadro giuridico che protegga i loro diritti". A causa di queste dichiarazioni, è stata quindi soprannominata "Souad Palin", in riferimento a Sarah Palin.
Dopo queste osservazioni sulle madri single, è stata attaccata il 22 novembre 2011 davanti alla sede dell'assemblea costituente. Si è poi scusata per le sue dichiarazioni.
Ha presentato una denuncia contro Jalel Brick, un utente tunisino di Facebook, accusandolo di diffamazione per averla insultata e attaccato il suo onore sui social network. Il pubblico ministero ha registrato la denuncia e avendola considerata ricevibile ha chiesto alla brigata criminale tunisina di svolgere le sue indagini.
Nel 2014 è stata decorata con le insegne di cavaliere dell'Ordine al Merito Tunisino.
Nel 2017 è entrata a far parte dell'ufficio politico di Ennahdha.

#### Sindaca di Tunisi
Si è candidata alla carica di sindaco di Tunisi per le elezioni municipali del 2018. Il 3 luglio, dopo la riunione del Consiglio Comunale dove ha ottenuto 26 voti (contro 22), è diventata sindaca di Tunisi, prima donna ad assumere la carica. È il primo sindaco nominato da un consiglio comunale eletto e non nominato dalle autorità delle famiglie di notabili come è stato fatto sino a luglio.

### Vita privata
Souad Abderrahim è sposata con Anouar Landa, manager di un'azienda specializzata in software per farmacie. La coppia ha due figli: Samy e Nourhene.